# Dongfeng (köpinghuvudort i Kina, Heilongjiang Sheng, lat 47,41, long 127,10)
Dongfeng (kinesiska: 东风, 东风镇) är en köpinghuvudort i Kina. Den ligger i provinsen Heilongjiang, i den nordöstra delen av landet, omkring 190 kilometer norr om provinshuvudstaden Harbin. Antalet invånare är 28 570. Befolkningen består av 14 120 kvinnor och 14 450 män. Barn under 15 år utgör 13,0 %, vuxna 15-64 år 79 %, och äldre över 65 år 6,0 %.
Runt Dongfeng är det ganska tätbefolkat, med 70 invånare per kvadratkilometer. Närmaste större samhälle är Hailun, 12,5 km väster om Dongfeng. Trakten runt Dongfeng består till största delen av jordbruksmark.
Genomsnittlig årsnederbörd är 937 millimeter. Den regnigaste månaden är juli, med i genomsnitt 264 mm nederbörd, och den torraste är januari, med 12 mm nederbörd.